# Ilyushin Il-6
L'Ilyushin Il-6 (in caratteri cirillici Ильюшин Ил-6), era un bombardiere bimotore ad ala bassa progettato dall'OKB 39 diretto da Sergej Vladimirovič Il'jušin e sviluppato in Unione Sovietica negli anni quaranta.
Derivato dal precedente Il-4, fu assillato da alcuni problemi riscontrati durante le prime prove e, anche a causa del lungo periodo di sviluppo, non superò la fase di prototipo.

## Storia del progetto
Il progetto per un successore dell'Il-4 nacque intorno alla metà del 1942: l'ufficio di progettazione guidato da Il'jušin pensò ad un velivolo che, pur mantenendo sostanzialmente prestazioni e caratteristiche del predecessore, fosse in grado di svolgere le proprie missioni a velocità più elevate; l'obiettivo stimato era di realizzare un velivolo che avesse una velocità di crociera di 100 km/h più elevata rispetto a quella dell'Il-4.
Le unità motrici inizialmente pensate per permettere al nuovo bombardiere bimotore di raggiungere le prestazioni volute furono gli Shvetsov ASh-71, radiali a 18 cilindri, ma l'aeronautica militare dell'Unione Sovietica (per quanto ben impressionata dal progetto al punto di richiedere la realizzazione di un prototipo) richiese quasi subito che si facesse ricorso ad una coppia di motori Čaromskij AČ-30, motori V12 alimentati a gasolio.
Tra le ragioni che guidarono questo tipo di scelta vanno annoverati il minor consumo di carburante garantito dagli ACh-30 rispetto agli ASh-71, il minor costo, la maggior facilità di produzione e la maggiore disponibilità di scorte del gasolio rispetto alla benzina avio a 92 ottani richiesta dai propulsori radiali ASh-71.
Per il resto il nuovo velivolo presentava diverse modifiche rispetto all'Il-4, frutto dell'esperienza operativa fino ad allora maturata: un nuovo disegno delle superfici alari, armamento difensivo potenziato e difesa passiva migliorata. Non ultimo, era previsto l'impiego di due piloti (anziché uno solo) in considerazione del lungo impegno previsto durante le missioni di bombardamento strategico a lungo raggio.
Per quanto vi siano anche fonti che indicano che la nuova realizzazione di Il'jušin non abbia mai lasciato il tavolo da disegno, risulta che il prototipo dell'Il-6 sia stato realizzato presso il "GAZ 39" e portato in volo per la prima volta il 7 agosto del 1943.

## Tecnica

### Cellula
Bimotore ad ala bassa l'Ilyushin Il-6 riproponeva la struttura metallica e le linee esteriori del precedente Il-4. La fusoliera, più lunga di circa 2,5 m nel nuovo velivolo, era inizialmente destinata ad accogliere sei membri d'equipaggio: oltre ai due piloti (disposti affiancati) erano presenti il navigatore/bombardiere alloggiato nella prua dotata di ampia vetratura, un marconista e due mitraglieri. La sicurezza passiva di ogni singola postazione era assicurata da corazzature che, nell'insieme, superavano il peso di 400 kg.
L'ala era l'elemento di maggior novità rispetto al velivolo precedente: il bordo d'entrata presentava un elevato angolo di freccia mentre quello d'uscita era pressoché perpendicolare alla fusoliera e la superficie complessiva era considerevolmente più ampia. Le gondole dei motori si allungavano nella zona inferiore dell'ala per tutta la sua corda, alloggiando nella parte terminale gli elementi anteriori, monoruota, del carrello d'atterraggio che vi si ritraevano con movimento retrogrado lasciando esposta circa la metà dello pneumatico. Nello spessore alare erano inoltre alloggiati i radiatori per l'impianto di raffreddamento dei motori.

### Motore
Nelle intenzioni originarie dello studio di progettazione, l'Ilyushin Il-6 avrebbe dovuto utilizzare una coppia di motori radiali Shvetsov ASh-71 (o M-71): questa era un'unità radiale a 18 cilindri raffreddati ad aria, all'epoca allo stato iniziale dello sviluppo; derivava dal precedente Shvetsov M-70, propulsore nato dall'accoppiamento di due motori Shvetsov M-25 a sua volta copia realizzata su licenza dello statunitense Wright R-1820 Cyclone 9.
Per decisione della V-VS il prototipo dell'Il-6 venne invece dotato di due motori Čaromskij AČ-30B, unità a 12 cilindri a V a ciclo Diesel, raffreddata a liquido e dotata di turbocompressore, capace di sviluppare la potenza di 1 200 hp (895 kW) all'altitudine di 6 000 m.
Il vantaggio del motore a gasolio era rappresentato dal suo minore consumo e dalla maggiore disponibilità del carburante rispetto alla benzina ad elevato numero d'ottano utilizzata dal radiale ASh-71: infatti malgrado il peso, comprensivo dell'impianto di raffreddamento, dell'ACh-30B fosse più elevato, i sovietici stimarono che per le missioni che richiedevano più di cinque ore di volo il risparmio di carburante avrebbe compensato tale differenza. Questi calcoli indicavano che l'utilizzo del motore a gasolio avrebbe consentito di raddoppiare il carico offensivo trasportabile in caso di una missione di bombardamento condotta da Mosca con destinazione Berlino.

### Armamento
L'armamento difensivo dell'Il-6 era costituito da cinque cannoni ShVAK calibro 20 mm disposti in posizioni singole: una all'estrema prua e quattro nel tronco di coda della fusoliera (una per ogni fianco, una dorsale ed una ventrale).
Il carico offensivo era invece costituito da un massimo di 2 000 di bombe: queste potevano essere quattro FAB-500 trasportate nel vano bombe ricavato all'interno della fusoliera, oppure due FAB-1000 disposte in rastrelliere subalari. Era inoltre prevista la possibilità di trasportare due siluri grazie a ganci disposti nel ventre della fusoliera.

## Impiego operativo
Le prime prove in volo dell'Il-6 evidenziarono che i motori ACh-30B non erano in grado di fornire la potenza necessaria ad assicurare prestazioni soddisfacenti al velivolo; eliminate le corazzature difensive e ridotto l'equipaggio a cinque membri, per otto mesi l'aereo fu sottoposto a una lunga serie di prove che fecero emergere diverse carenze, per lo più legate alla scarsa affidabilità dei propulsori ed alla difficoltà di controllare il velivolo, in particolare durante le manovre di atterraggio.
Nella primavera del 1944 l'Il-6 venne affidato alle cure del Letno-Issledovatel'skij Institut (LII)  che suggerì di apportare modifiche alla distribuzione dei pesi e alla forma e dimensione degli equilibratori.
Una volta ritornato al costruttore l'aereo fu sottoposto alla sostituzione dei motori, evento che portò all'utilizzo della più recente versione AČ-30BF del V-12 di Čaromskij: si trattava di una versione con doppio sistema di iniezione che, prima della fase con funzionamento a gasolio, prevedeva una fase durante la quale il motore funzionava con benzina avio. L'incremento della potenza disponibile, ottenuto grazie all'impiego dei nuovi motori, consentì di ripristinare l'originaria dotazione di corazzature difensive ma le nuove prove non poterono che confermare che l'aereo richiedeva alte velocità in fase di decollo ed atterraggio (e pertanto lunghe piste di volo) in funzione del suo elevato carico alare.
Un nuovo ciclo di prove presso il "LII" fece emergere nuovi problemi ai motori la cui lenta reazione ai comandi di alimentazione ne avrebbe sconsigliato l'impiego in operazioni di prima linea. Si era però giunti alla seconda metà del 1944 e divenne chiaro che lo sviluppo del nuovo bombardiere avrebbe richiesto più tempo rispetto a quello necessario per sconfiggere la Germania: l'unico prototipo, ma si trovano anche indicazioni che siano stati due, fu anche l'ultimo bombardiere con motore a pistoni sviluppato dall'OKB di Ilyushin che iniziò lo sviluppo di aerei a reazione subito dopo la fine della guerra.

## Utilizzatori
Unione Sovietica
- Voenno-vozdušnye sily SSSR

### Annotazioni
1. ↑  La denominazione del "costruttore" risulta scritta in modo diverso da quella del "progettista" poiché nel secondo caso la traslitterazione del cognome è effettuata secondo il sistema "ISO 9", impiegato come standard convenzionale nelle pagine di Wikipedia in lingua italiana.
2. ↑  in cirillico "Государственный Авиационный Завод", traslitterato "Gosudarstvenn'ij Aviatsionn’ij Zavod", letteralmente "fabbrica aeronautica di stato".
3. ↑  dal cirillico "Летно-Исследовательский Институт", letteralmente "Istituto di Ricerca sul Volo".

### Fonti
1. 1 2  Ил-6 Дальний бомбардировщик, in "www.airpages.ru".
2. 1 2  Ильюшин Ил-6, in "www.airwar.ru".
3. ↑  Stapfer, 2004, pp. 48-49.
4. 1 2 3 4 5 6 7 8 9 10  Stapfer, 2004, p. 48.
5. ↑  Boroli e Boroli, 1983, p. 117.
6. 1 2 3 4 5 6  Stapfer, 2004, p. 49.
7. ↑  The Ilyushin DB-3 / Il-4, in "www.airvectors.net".

### Pubblicazioni
- (EN) Hans-Heiri Stapfer, Ilyushin Il-4, in Aircraft In Action, Aircraft Number 192, Carrollton, TX, USA, Squadron/Signal Publication Inc., gennaio 2004,  pp. 48-49, ISBN 978-0-89747-471-9.